# Ekażewo
Ekażewo (ros. Экажево, ing. Эккажакъонгий-Юрт, Ekkażakiongij-Jurt) – miejscowość w Rosji, w Inguszetii. Według danych szacunkowych na rok 2008 liczy 28 211 mieszkańców.